# Sipma
SIPMA S.A. – polski producent maszyn rolniczych i ogrodniczych z Lublina wchodzący w skład Grupy SIPMA.
Spółka SIPMA S.A. została powołana 1 grudnia 1989 jako polsko-włoska spółka joint venture Socjeta Italo-Polacca Motori e Machini Agricole Lublin zrzeszająca akcjonariuszy z obydwu krajów. Przedsiębiorstwo utworzono na bazie części majątku przedsiębiorstwa państwowego „Agromet” Fabryka Maszyn Rolniczych w Lublinie z trzema włoskimi partnerami Ruggerini Motori S.p.A. - Reggio Emilia, Barbieri F.B. Macchine Agricole S.R.L. - Sossano, OMAS S.p.A. Pontevico przy udziale ze strony polskiej: Lubelskiej Fabryki Maszyn Rolniczych S.A., Fabryki Samochodów Lublin, Centrali Handlu Zagranicznego Agromet - Motoimport Sp. z o.o. w Warszawie.

## Nagrody i wyróżnienia
Firma SIPMA S.A. zdobyła następujące nagrody i wyróżnienia:
- 2017: Medal 700-lecia Miasta Lublin (Urząd Miasta Lublin)
- 2017: Tytuł Top Pracodawcy Polski Wschodniej (PulsHR.pl)
- 2017: Certyfikat - Marka Lubelskie - Urząd Marszałkowski Województwa Lubelskiego
- 2015: Medal Prezydenta Miasta Lublin z okazji Jubileuszu 25-lecia SIPMA S.A. (Urząd Miasta Lublin)
- 2014: Finalista Konkursu Dobry Wzór 2014 (Instytut Wzornictwa Przemysłowego)
- 2013: Certyfikat - Perła Polskiej Gospodarki w kategorii Perły Duże (Redakcja Polish Market i Instytut Nauk Ekonomicznych PAN)
- 2012: Statuetka i Wyróżnienie - Pracodawca Roku 2011 (Miejski Urząd Pracy w Lublinie)
- 2012: Certyfikat - Perła Polskiej Gospodarki w kategorii Perły Duże (Redakcja Polish Market i Instytut Nauk Ekonomicznych PAN)
- 2011: Certyfikat Innowacyjności (Instytut Nauk Ekonomicznych PAN)
- 2011: Certyfikat - Perła Polskiej Gospodarki w kategorii Perły Duże (Redakcja Polish Market i Instytut Nauk Ekonomicznych PAN)
- 2010: Certyfikat - Perła Polskiej Gospodarki w kategorii Perły Duże (Redakcja Polish Market i Instytut Nauk Ekonomicznych PAN)
- 2010: Certyfikat Rzetelności (Program Rzetelna Firma i Krajowy rejestr Długów)
- 2010: Złoty Medal POLAGRA 2010 Premiery za owijarkę bel MAJA Z-583 (MTP Poznań)
- 2009: Znak promocji "Wyrób na Medal" dla owijarki bel MAJA Z-583 (PIMR Poznań)
- 2009: GAZELA BIZNESU 2008 (Tygodnik "Puls Biznesu")
- 2008: Biały Certyfikat - Załoga firmy z wysoką etycznością pracy (Szkoła Wyższa im. Bogdana Jańskiego w Warszawie)
- 2008: GAZELA BIZNESU 2007 (Tygodnik "Puls Biznesu")
- 2008: IX miejsce w rankingu "500 Najbardziej Innowacyjnych Firm w Polsce" (Polska Akademia Nauk)
- 2008: Certyfikat - Perła Polskiej Gospodarki w kategorii Perły Duże (Redakcja Polish Market i Instytut Nauk Ekonomicznych PAN)
- 2007: POLSKI KUPIEC ROKU 2006 w branży „artykuły przemysłowe” dla Prezesa SIPMA S.A. Leszka Kępy (Stowarzyszenie im. Eugeniusza Kwiatkowskiego, Międzynarodowe Targi Poznańskie)
- 2006: Certyfikat legalności oprogramowania komputerowego (HetMan)
- 2006: Certyfikat "NAJWYŻSZA JAKOŚĆ" (Wielkopolskie Stowarzyszenie Badań nad Jakością)
- 2006: Polski Kupiec Roku 2005 w branży "artykuły przemysłowe" (Stowarzyszenie im. Eugeniusza Kwiatkowskiego, Międzynarodowe Targi Poznańskie)
- 2006: "EXCELLENCE W BIZNESIE" wyróżnienie w kategorii: eksporter i promotor regionu za granicą (Stowarzyszenie Lubelski Klub Biznesu)
- 2006: X miejsce w rankingu "500 Najbardziej Innowacyjnych Firm w Polsce" (Polska Akademia Nauk)
- 2005: Wojewódzki Lider Biznesu (RIG Lublin)
- 2005: Laureat Konkursu "Najlepsze przedsiębiorstwo prywatne w 2004 roku" w kategorii Najlepsze Przedsiębiorstwo Innowacyjne (Lubelska Fundacja Rozwoju)
- 2004: Lubelska Nagroda Jakości w kategorii duże przedsiębiorstwa (Kapituła Lubelskiej Nagrody Jakości)
- 2004: Solidny Pracodawca Ziemi Lubelskiej (Przegląd Gospodarczy)
- 2004: Wielki Złoty Medal Najlepszemu z Najlepszych oraz Certyfikat "za produkcję osiągającą standardy światowe oraz bardzo dobre wyniki ekonomiczno-gospodarcze" (Kapituła Wielkiego Złotego Medalu Najlepszemu z Najlepszych)
- 2004: Złoty Medal - innowacyjne rozwiązania techniczne w Prasie z siekaczem Power Cut Z-590/1 (Międzynarodowe Targi POLAGRA)
- 2003: Członek Polskiej Grupy Przemysłowej w ramach offsetu związanego z zakupem samolotów F-16 (Lockheed Martin)
- 2003: Puchar - SIPMA S.A. Mecenas Sportu (Marszałek Województwa Lubelskiego)
- 2002: Wyróżnienie dla Najlepszego Przedsiębiorstwa Innowacyjnego Lubelszczyzny (Lubelska Fundacja Rozwoju)
- 2002: Puchar - Sieczkarnia polowa zaczepiana Z-374 (IX Targi AGROTECHNIKA)
- 2001: Złoty Medal - Rozdrabniacz bel KRUK H-186 (Międzynarodowe Targi POLAGRA)
- 2000: Puchar Prezesa ARR za wkład pracy w unowocześnianie polskiego rolnictwa (Agencja Rynku Rolnego)
- 2000: Złoty Medal - Sieczkarnia polowa zaczepiana Z-374 (Międzynarodowe Targi POLAGRA)
- 1999: Nagroda Ministra Rolnictwa- Sieczkarnia polowa zaczepiana Z-374 (Ministerstwo Rolnictwa)
- 1998: Dyplom Menedżer Roku w Polsce 1997 dla Prezesa Zarządu Leszka Kępy (Stowarzyszenie Menedżerów w Polsce)
- 1998: Certyfikat SOLIDNY PARTNER (Ogólnopolski Program Promocyjny)
- 1998: Złoty Medal - Owijarka bel ARIADNA Z-281 (Międzynarodowe Targi POLAGRA)
- 1997: Laureat konkursu FIRMA NA MEDAL (Wojewoda Lubelski)
- 1996: Złoty Medal - linia maszyn do technologii sianokiszonki (Międzynarodowe Targi AGROPOL)
- 1996: Dyplom za najlepsze rozwiązanie techniczne - Przetrząsaczo-zgrabiarka Z-517 (Łomżyńskie Targi ROL-EKO)
- 1994: Złoty Medal - Owijarka bel TEKLA Z-274 (Międzynarodowe Targi POLAGRA)
- 1992: Złoty Medal - Kombajn do zbioru owoców jagodowych (Międzynarodowe Targi POLAGRA)
- 1990: Złoty Medal - Mikrociągnik GHEPARD (Międzynarodowe Targi POLAGRA)

## Sponsoring
W latach 2001–2007 SIPMA S.A. była sponsorem strategicznym drużyny żużlowej TŻ SIPMA Lublin